# Straldja
Straldja (în bulgară Стралджа) este un oraș în comuna Straldja, regiunea Iambol, Bulgaria.

## Demografie
Componența etnică a orașului Straldja
     Turci (3,47%)
     Bulgari (70,79%)
     Romi (23,39%)
     Nicio identificare (2,12%)
     Altele (0,21%)
La recensământul din 2011, populația orașului Straldja era de 5.702 locuitori. Din punct de vedere etnic, majoritatea locuitorilor (70,79%) erau bulgari, existând și minorități de romi (23,39%) și turci (3,47%). Pentru 2,12% din locuitori nu este cunoscută apartenența etnică.